# 존 빈센트 아타나소프
존 빈센트 아타나소프(영어: John Vincent Atanasoff, 1903년 10월 4일 ~ 1995년 6월 15일)는 세계 최초의 컴퓨터로 인정 받은 ABC(어태너소프-베리 컴퓨터)를 클리퍼드 베리와 함께 만든 것으로 유명한 미국의 물리학자이자 발명가이다.

## 같이 보기
- 클로드 섀넌
- 콘라트 추제